# Schutterij van Amsterdam

De schutterij van Amsterdam vereeuwigd door Rembrandt van Rijn

Een Schutterij in Amsterdam wordt voor het eerst vermeld in een document dat dateert uit het einde van de 13e eeuw. Daarin is te lezen over het Voetbooggilde Sint Joris. In 1479 blijkt er een Handbooggilde Sint Sebastiaan te bestaan en omstreeks 1520 wordt  het Kloveniersgilde Sint Michiel opgericht. 

## Functie

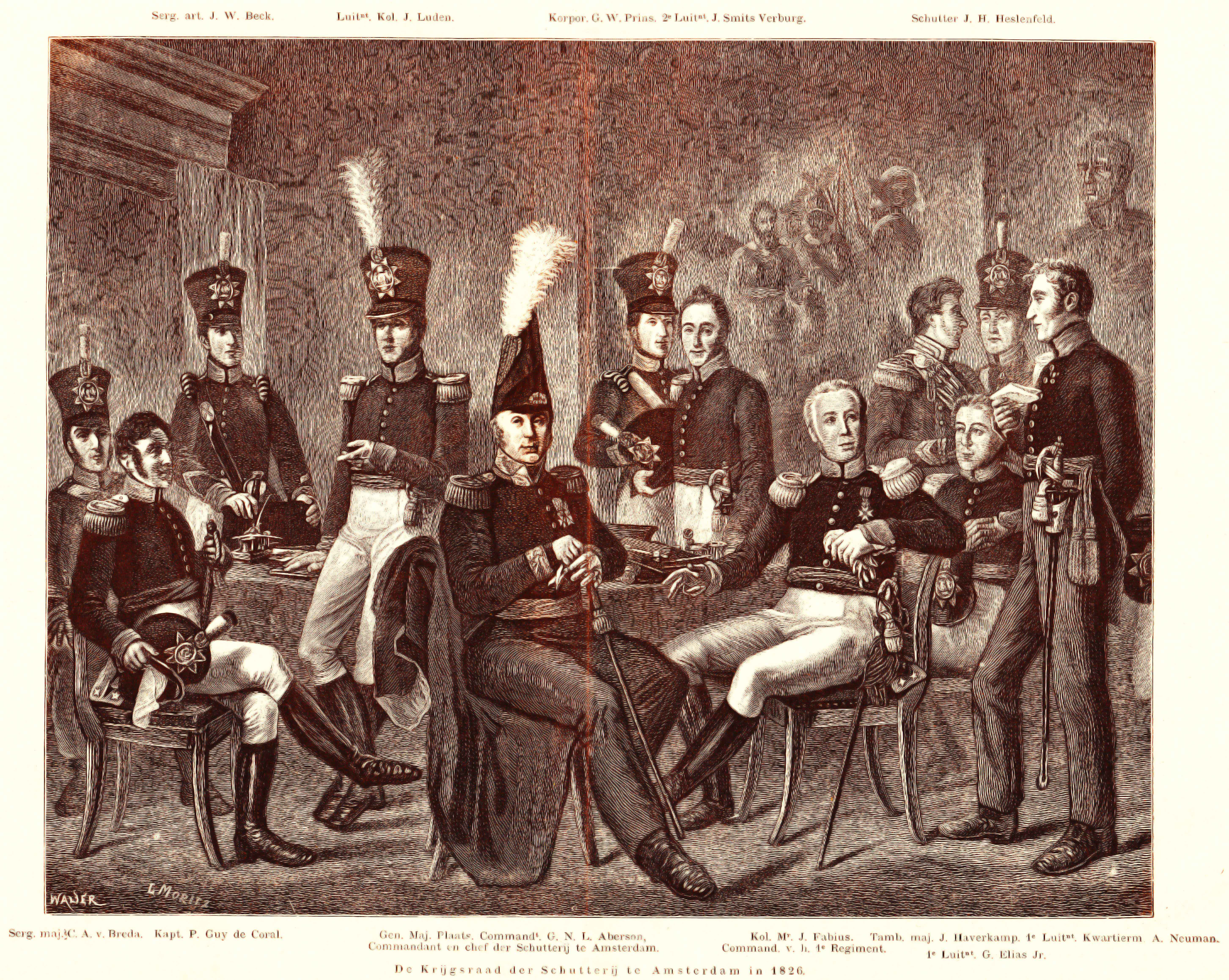
Krijgsraad der Schutterij van Amsterdam in 1826

De schutters van de gilden beschermden de stad tegen invallen of ongewenste bezoekers van buitenaf en liepen bij toerbeurten de 'Nachtwacht' op de stadswallen. Daarnaast hielpen zij het stadsbestuur bij het bewaren van de orde in de stad en traden zij zo nodig op bij oproer en andere ongeregeldheden. De drie schuttersgilden hadden elk hun eigen doelen. De doelen was de benaming voor het gebouw waarin gilden oefenden met hun wapens. In de stad Amsterdam verwijzen nog een aantal straatnamen en namen van gebouwen naar deze functie; bijvoorbeeld Kloveniersburgwal, Handboogstraat en Voetboogstraat.

## De Nachtwacht
Het meest bekend is de Schutterij van Amsterdam bij het publiek door het schilderij van Rembrandt van Rijn: De Nachtwacht, dat hangt in het Rijksmuseum te Amsterdam. Het doek is een representatieve weergave van een belangrijk instituut, dat vele eeuwen een bijdrage heeft geleverd aan de veiligheid van Amsterdamse burgers. Een stadswacht bestond meestal uit leden van de gegoede burgerij, die ook in financieel opzicht hun steentje bijdroegen, en als doel hadden de bestaande orde te verdedigen.

## Einde Amsterdamse Schutterij
In 1903 werd in Nederland een wetsvoorstel aangenomen waardoor bevoegdheden van de schutterijen flink werden ingeperkt. Voor veel stedelijke schutterijen in het westen des lands was dit reden om zich op te heffen. In het zuiden en oosten van Nederland bleven echter vele schutterijen actief die hun tradities en ceremoniële functies hebben behouden. 
In Amsterdam voelde men daar niet voor, zodat de schutterij er in 1907 ophield te bestaan.
Ze werd opgevolgd door de Amsterdamse Vrijwillige Burgerwacht die op haar beurt een vervolg kreeg in de Vereniging Amsterdamse Vrijwillige Politie.

## Heroprichting Schutterij van Amsterdam
Op 12 september 2010 is de Schutterij van Amsterdam heropgericht en is er voor het eerst weer een schutterskermis gehouden. Daarbij behoren een aantal tradities, zoals bijvoorbeeld het koningschieten: het schieten met een klover op een houten vogel. Degene, die het laatste stukje hout van de paal afschiet, wordt 'koning' van Amsterdam. Zodoende heeft Amsterdam sinds 2010 weer een jaarlijkse schutterskoning.